# Löwenstein
Löwenstein è un comune tedesco di 3 102 abitanti, situato nel land del Baden-Württemberg.